# Lexington (Ohio)

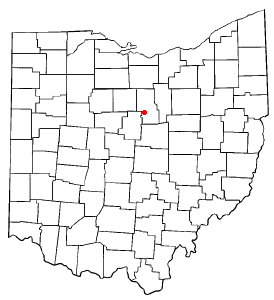
Lexington na planie stanu Ohio

Lexington – wieś w USA, w hrabstwie Richland, w stanie Ohio.
Według danych z 2000 roku wieś miała 4167 mieszkańców.